# Claudine Bertrand
Claudine Bertrand est une poétesse canadienne née en 1948 à Montréal, au Québec.

## Biographie
Claudine Bertrand a étudié à l'Université du Québec à Montréal, où elle obtient une maîtrise en études littéraires. Elle a enseigné la littérature, le théâtre et la communication de 1973 à 2010. Elle a aussi dirigé le département de lettres pendant de nombreuses années et occupé la présidence du syndicat des professeurs.
Elle est l’auteure d’ouvrages poétiques et de livres d’artiste au Québec et à l’étranger, dont Une main contre le délire (finaliste en 1996 au Grand Prix du Festival international de la poésie de Trois-Rivières), Elle a été lauréate du Prix Femme de mérite 1997 et médaillée d’or du Rayonnement culturel. L’amoureuse intérieure (Prix de poésie 1998 de la Société des écrivains canadiens), Tomber du jour, Le corps en tête (prix Tristan-Tzara 2001), L’énigme du futur (Prix Saint-Denys Garneau en 2002 livre d'artiste avec la plasticienne française Chantal Legendre). Doctorat Honoris Causa de l’Université de Plovdiv, Bulgarie 2016. Claudine Bertrand est la première québécoise à avoir obtenu cette distinction. Prix International Alexandre Ribot 2016, décerné au Marché de la poésie à Paris, pour Fleurs d’orage. Prix européen « Virgile 2017 », attribué par le Cénacle européen francophone, le 10 juin 2017 à Paris. Lauréate de l’Ordre de la Pléiade « Ordre de la Francophonie et du dialogue des cultures » par l’ Assemblée parlementaire de la Francophonie 2018. 
Fondatrice de la revue Arcade, elle la dirige de 1981 à 2006. Elle crée le Prix de la relève Arcade (1991). En 1996, la Ville de Montréal souligne la contribution de la revue à l’occasion de son 15e anniversaire en lui décernant le titre de finaliste au Grand Prix du Conseil des Arts de la Communauté urbaine de Montréal. Également en 1996, un colloque tenu à l’Université Paris VIII (Vincennes) souligne la contribution significative aux échanges culturels France-Québec d’Arcade. Elle fonde, à la suite en 2006, la revue en ligne Mouvances.ca.
Depuis 1970, elle collabore à près d’une cinquantaine de revues littéraires, d’ici et d’ailleurs : Montréal now ! , Intervention, La nouvelle barre du jour, Les écrits, Hobo-Québec, Possibles, Rampike, Doc(k)s, Mensuel25, Moebius, Estuaire, Écritures, Tessera, Bacchanales, et Acte Sud, Jardin d'essai, Pourtours et Travers (France).
Au Québec, son rôle en poésie est central, participant à plusieurs projets, comme La poésie prend le métro, qu’elle codirige durant la première année, et l’organisation de semaines culturelles. Elle conçoit une émission hebdomadaire de poésie à Rvm depuis 2007 elle ((participe à de nombreux colloques et à des lectures publiques, elle anime des ateliers d'écriture de femmes, puis a coanimé la première Nuit au féminin à l'Université du Québec à Montréal (20 avril 1985). Depuis septembre 2010, elle coanime des soirées de lectures de poésie (Vivement poésie !) 
Elle fait partie du comité d’administration du PEN Montréal.
Ambassadrice de la poésie québécoise, elle offre à l’étranger de nombreuses lectures, des conférences et des ateliers de poésie. Elle a notamment été correspondante à Paris pour le 1er Congrès des poètes du monde. Elle crée en 1999 la collection internationale de poésie «Vis-à-Vis», aux Éditions Trait d’Union. En 2010, au Bénin, un prix de poésie remis annuellement à la relève est baptisé «Claudine Bertrand».
Claudine Bertrand est membre de l'Union des écrivaines et des écrivains québécois.
Elle donne également des ateliers pour sensibiliser les étudiants du secondaire. Lors de ces activités, elle propose, par exemple, l'analyse de poèmes, la réflexion autour d'enjeux, ainsi que la création de textes ou de poèmes à partir d'une thématique donnée.

### Vie privée
Pendant plus de 45 ans, elle partage sa vie avec le poète et musicien Lucien Francoeur et de cette union est née une fille, Virginie Francoeur, en 1987. Cette dernière aussi poète avec quelques publications à son actif.

## Œuvre

### Recueils de poésie
- Idole errante, Montréal, Éditions Lèvres Urbaines, 1983, 87 p.
- Memory,  Montréal, Éditions La Nouvelle Barre du Jour, 1985, 28 p.  (ISBN 2893140432)
- Fiction-nuit (illustré par Monique Dussault), Montréal, Éditions Le Noroît, 1987, 69 p.  (ISBN 289018143X)
- La dernière femme (illustré par Célyne Fortin), Montréal, Éditions Le Noroît, 1991, 141 p.  (ISBN 2890182215)
- La passion au féminin - Entretiens (avec Josée Bonneville), Montréal, XYZ ,1994, 127 p.  (ISBN 2892610990)
- Une main contre le délire (illustré par Roch Plante), Montréal, Éditions Le Noroît ; Paris, Erti éditeur, 1995, 89 p.  (ISBN 2890183386),  (ISBN 2903524769)
- L’amoureuse intérieure, suivi de La montagne sacrée, Saint-Hippolyte, Éditions Le Noroît ; Saint-Florent-Des-Bois, Le Dé Bleu, 1997, 113 p.  (ISBN 289018367X),  (ISBN 2840310686)
- Tomber du jour (illustré par Marcelle Ferron), Montréal, Éditions Le Noroît, 1999, 89 p,  (ISBN 289018420X)
- À 2000 années-lumière d’ici (accompagnée de deux œuvres de Marcelle Ferron), Montréal, Éditions Lanctôt, 1999,  (ISBN 2894851057)
- Le corps en tête, Uchacq-et-Parentis, L'Atelier des brisants, 2001, 111 p.  (ISBN 2846230153)
- Jardin des vertiges (illustré par Chan Ky-Yut), Montréal, Éditions l’Hexagone, 2002, 106 p.  (ISBN 2890066843)
- Nouvelles épiphanies/Langue sur langue (avec Zéno Bianu), Montréal, Éditions Trait d'union ; Marseille, Éditions Autres Temps, 2003, 57 p.  (ISBN 2845211619 et 2895880654)
- Chute de voyelles (illustré par Louise Prescott), Montréal, Éditions Trait d’Union, 2004, 95 p.  (ISBN 2845211961)
- Pierres sauvages, Paris, Éditions de l’Harmattan, 2005, 64 p.  (ISBN 2747588483)
- Ailleurs en soi, Pézénas, Éditions Domens, 2006, 91 p.  (ISBN 2915285691)
- Autour de l'obscur (illustration de Anne Slacik), Montréal, Éditions l'Hexagone, 2008, 65 p.  (ISBN 9782890068032)
- Passion Afrique (illustré par Michel Mousseau), Soligny-la-Trappe, Éditions Vincent Rougier, coll. «Ficelle», 2009, 45 p.  (ISBN 2913040640)
- Rouge assoiffée, Montréal, Éditions l'Hexagone, coll. Typo, 2011, 377 p.  (ISBN 9782892952216)
- Au large du Sénégal (illustré par Michel Mousseau), Soligny-la-Trappe, Éditions Vincent Rougier, coll. « Plis urgents », 2013, 33 p.  (ISBN 2913040985)
- Sarthe, métamorphose d’une vallée (photographies de Ana Tornel), Sablé-sur-Sarthe, Éditions Atelier Malicot, 2014, 111 p.  (ISBN 9782953433128)
- Fleurs d’orage, (illustré par Isabelle Clément), Montreuil-sur-Mer, Éditions Henry, 2015, 61 p.  (ISBN 9782364690844)
- Émoi Afriques (illustré par Isabelle Clément), Montreuil-sur-Mer, Éditions Henry, 2017, 45 p.  (ISBN 9782364691605)
- Thraces, empreintes, Saint-Bonnet-Elvert, Éditions du Petit Flou, 2018, 19 p.  (ISBN 9791091528368)
- L’eau entre nos doigts (anthologie dirigée par Claudine Bertrand), Montreuil-sur-Mer, Éditions Henry, 2018, 131 p.  (ISBN 9782364691865)
- Rêves de paysage (photographies de Joël Leick), Creil, Éditions Dumerchez, 2019, 21 p.  (ISBN 9782847911930)
- Débris de vie (illustré par Yvo Jacquier), Éditions Paisii Hilendarski, Bulgarie, 2018.
- Sous le ciel de Vézelay, (illustré par Maria Desmée), Paris, Éditions l'Harmattan, coll. «Accent tonique», 2020, 79 p.  (ISBN 9782343195506)
- Au milieu de la pénombre. Editions l'Hexagone, avril 2022

### Anthologie personnelle
- Rouge assoiffée (poèmes choisis 1983-2010 - choix et préface de Louise Dupré), poésie, Éditions Typo, collection « Poésie », Montréal, 2011.

### Poèmes affiches
- La mutation en noir, accompagné d’une sérigraphie originale de Jaros, Grenoble, maison de la poésie Rhône-Alpes Éditeur, 1987.
- Souffle et Soupir, accompagné d’une sérigraphie originale de Jean-Luc Herman, Paris, Éditions de la Séranne, 1998.
- À 2000 années-lumière d’ici, accompagné de deux œuvres de Marcelle Ferron, Outremont, Lanctôt Éditeur, 1999, traduction en roumain par Magda Carneci, Bucarest, 2000, sélectionné par l’Assemblée nationale de France pour l'Anthologie du millénaire, Paris, Éditions Bartillat.

### Contributions à des anthologies
- Éros émerveillé, anthologie de la poésie érotique française, Poésie/Gallimard, 2012,  (ISBN 978-2070443550)
- Québec 2008 : 40 poètes du Québec et de France, Trois-Rivières (Québec)/La Chevallerais, Coédition Écrits des Forges (Québec) et Sac à Mots (France), 210 p. (ISBN 978-2-89645-062-6 et 978-2-915299-26-7)recueil collectif de poésie en langue française avec vingt auteurs dont France Mongeau, Yolande Villemaire, Claude Beausoleil, Denise Boucher, Stéphane Despatie, Claudine Bertrand pour le Québec et Georges Bonnet, Odile Caradec, Raymond Bozier, Jean-Claude Martin, James Sacré, Josyane de Jesus-Bergey pour la France

## Prix et honneurs
- - Lauréate de  l’Ordre de la Pléiade « Ordre de la Francophonie et du dialogue des cultures » par l’ Assemblée parlementaire de la Francophonie 2018
  - Prix européen « Virgile 2017″, attribué par le Cénacle européen francophone, le 10 juin 2017 à Paris. Ce prix récompense un poète, un écrivain francophone dont les écrits sont reconnus en Europe. Prix honorifique qui repose sur l’ensemble d’une œuvre et l’engagement d’une vie pour le poésie et la littérature de langue française
  - Prix International Alexandre Ribot 2016, décerné au Marché de la poésie à Paris, pour Fleurs d’orage et l’ensemble de son œuvre
  - Doctorat Honoris Causa de l’Université de Plovdiv, Bulgarie 2016. Claudine Bertrand est la première québécoise à avoir obtenu cette distinction
  - Grand prix de poésie du Salon international des poètes francophones  en 2010 pour Passion Afrique
  - Grand prix de poésie Saint-Denys-Garneau en 2002 pour L’Énigme du futur. Traduction en tchèque par la poète franco-tchèque Jana Boxberger
  - Prix international Tristan-Tzara en 2001 pour Le corps en tête remis la première fois à une québécoise
  - Prix du Festival National de poésie murale à Aubigny-sur-Nère, 2001
  - Prix Henri Caudron en 2001, France pour La Recluse
  - Finaliste en 2001 du prix Odyssée pour Le corps en tête en 2001
  - Finaliste en 2001 du Grand prix international de poésie à Trois-Rivières pour Le corps en tête
  - Médaillée de l’Assemblée nationale française le 21 juin 1999 pour le poème « À 2000 années lumière d’ici » publié dans l’Anthologie parlementaire de poèmes, préface de Laurent Fabius, Éditions Bartillat, Paris, 1999
  - Prix de poésie en 1998 de la Société des écrivains canadiens pour L’Amoureuse intérieure
  - Médaillée d’or du Rayonnement culturel, Prix de Renaissance française, sous le patronage du Président de la République et des Ministères des Affaires étrangères, Paris, 1998
  - Prix Femme de mérite en 1997 de la Ville de Montréal qui reconnaît l’excellence en Arts et culture pour l’engagement social de Madame Bertrand et son importante contribution à l’avancement de la situation des femmes
  - Nommée en 1996, prix du Conseil des Arts de la Communauté urbaine de Montréal, pour s’être démarquée sur la scène culturelle depuis deux décennies
  - Finaliste en 1996 du Grand prix international de poésie à Trois-Rivières pour Une main contre le délire
  - Membre d’honneur de l’Association littéraire « Tristan Tzara » et membre du Comité de rédaction de la revue internationale bilingue Les Cahiers Tristan Tzara, Moinesti, Roumanie
  - Un prix de poésie porte son nom et est remis au Bénin